# Aleksandra Olgierdówna
Aleksandra Olgierdówna (ur. między 1368 a 1370, zm. 19 czerwca 1434) – księżniczka litewska, księżna mazowiecka z dynastii Giedyminowiczów.
Córka wielkiego księcia Litwy Olgierda i Julianny, księżniczki twerskiej. Siostra wielkiego księcia Litwy i króla Polski Władysława II Jagiełły. Żona księcia mazowieckiego Siemowita IV.
Urodziła mężowi trzynaścioro dzieci, synów: Siemowita V, Kazimierza II, Trojdena II, Władysława I, Aleksandra, córki: Jadwigę (żonę węgierskiego możnowładcy Jana z Gary), Cymbarkę (żonę Ernesta Żelaznego z rodu Habsburgów), Eufemię (żonę Bolesława I cieszyńskiego), Amelię (żonę Wilhelma II Bogatego, landgrafa Turyngii i margrabiego Miśni), Annę, Marię (żonę Bogusława IX) i Katarzynę (żonę Michajłuszki, syna wielkiego księcia Litwy Zygmunta Kiejstutowicza) oraz Aleksandrę.